# Hande Erçel
Hande Erçel   (Bandırma, 24 de novembre de 1993) és una reconeguda actriu i model turca. És coneguda principalment pels seus papers a Güneşin Kızları (2015-2016), Aşk Laftan Anlamaz (2016-2017) i Sen Çal Kapımı (2020-2021), aconseguint guanyar amb els anys cada vegada més reconeixement nacional i internacional, així com nombrosos premis oficials i no oficials. El 2012, Hande Erçel va ser coronada com a Miss Turquia i va quedar en segon lloc en el concurs de bellesa Miss Civilització del Món.
Hande Erçel va debutar com a actriu de repartiment a la sèrie Çalıkuşu (2013-2014). Va tenir altres papers secundaris a sèries com Çılgın Dersane Üniversitede (2014). Va fer-se més coneguda a l'àmbit turc quan va interpretar a Selen Karahanlı a Hayat Ağacı (2014). Després del seu èxit interpretant Selin Yılmaz a Güneşin Kızları, va aconseguir altres papers protagonistes a sèries com Aşk Laftan Anlamaz, Siyah İnci (2017-2018), Halka (2019), Azize (2019) i Sen Çal Kapımı, venudes a més de 90 països.
Al llarg de la seva carrera professional, Hande Erçel ha aconseguit ser l'artista turca més jove amb el major nombre de premis (oficials i no oficials) de la indústria turca, i l'artista turca amb més seguidors a la xarxa social Instagram. Hande Erçel ha aconseguit guanyar-se el cor de moltes persones al llarg de la seva carrera.

## Primers anys
Hande Erçel va néixer el 24 de novembre de 1993 a Bandırma i és filla d'Aylin Erçel i Kaya Erçel. Només té una germana, Gamze Erçel. Va tenir una infància particular ja que, durant un temps, van ser els seus avis els qui la van criar a la seva ciutat de naixement.
Tot i que el seu pare sempre va voler que estudiés medicina, el seu gran talent per a l'actuació va ser evident des de molt jove. I tot i que al principi estava d'acord amb el seu pare, finalment es va adonar que el seu futur estava lligat al món artístic.
Va decidir independitzar-se i marxar a viure a Istanbul per començar els seus estudis a la Universitat de Belles Arts Mimar Sinan, on va ingressar al departament d'Arts Tradicionals Turqueses. Mentre treballava en diversos sectors, i gràcies a la seva notable aparença i personalitat, va ser model, presentadora de televisió, i va entrar al món de l'actuació professionalment el 2013, quan va aconseguir un paper pel tercer episodi de la sèrie Tatar Ramazan, i va fer la seva primera aparició com a actriu. Un any després, va debutar com a actriu de repartiment en un episodi de la sèrie Çalıkuşu on interpreta a Zahide, una jove que queda postrada al llit a causa d'una malaltia molt greu; aquest mateix any va actuar en altres sèries com Çılgın Dersane Üniversitede on va interpretar a Meryem i va aprendre el llenguatge de signes per interpretar-la, i a la sèrie Hayat Ağacı on va interpretar a Selen Karahanlı.
Temps després va haver de deixar els seus estudis per manca de temps, ja que no podia conciliar-los amb els seus projectes professionals. No obstant això, l'actriu ha reiterat en més d'una ocasió que espera poder continuar amb la seva carrera universitària i també ha confessat que si no hagués triomfat en el món de la interpretació, el seu pla B sempre va ser muntar un taller de pintura i poder realitzar una exposició dels seus quadres.

## Carrera professional

### 2013-2014 Inicis
El 2013, Hande Erçel va aconseguir un paper pel capítol tres de la sèrie Tatar Ramazan, on va fer la seva primera aparició com a actriu. Un any després, va debutar com a actriu de repartiment en un capítol de la sèrie Çalıkuşu on interpreta a Zahide, una jove que queda postrada en un llit a causa d'una malaltia molt greu.
Aquest mateix any va actuar en altres sèries com Çılgın Dersane Üniversitede on va interpretar a Meryem i a la sèrie Hayat Ağacı on va interpretar a Selen Karahanlı.

### 2015-actualitat, Revelació, Reconeixement, I Projectes desenvolupats o en desenvolupament
El 2015, Hande Erçel va aconseguir el seu primer paper protagonista a la sèrie Güneşin Kızları on va interpretar a Selin Yılmaz i per la qual va guanyar tres premis, incloent els Golden Butterfly Awards.
Durant el 2016-2017 va arribar el seu segon paper protagonista a la sèrie Aşk Laftan Anlamaz (2016-2017) on va interpretar a Hayat Uzun, juntament amb Burak Deniz i amb la qual va començar a ser coneguda internacionalment. El 2016 també es va convertir en una de les representants de la marca L'Oréal Paris. El 2017 va treballar en un anunci per a la marca DeFacto, juntament amb Aras Bulut İynemli.
Set mesos després de finalitzar la seva última sèrie, va aconseguir un altre paper protagonista per a la sèrie Siyah Inci on va obtenir el paper de Hazal Şulabı.
El 2019, va protagonitzar la sèrie Halka on va obtenir el paper de Müjde juntament amb Serkan Çayoğlu. Aquest mateix any va interpretar Azize Günay a la sèrie Azize, juntament amb Buğra Gülsoy, que tot i rebre molt bones crítiques, va ser cancel·lada després de sis episodis degut als seus baixos índexs d'audiència per la forta competència d'emissió aquest dia de la setmana aquella temporada.
El 2020-2021, va arribar un dels seus últims papers protagonistes amb el qual ha aconseguit un major reconeixement i fama internacional; Sen Çal Kapımı on interpretava Eda Yıldız. La sèrie va batre rècords, convertint-se en la sèrie més comentada a les xarxes socials com Twitter, superant fins i tot la sèrie Joc de Trons, i es va vendre a més de 90 països.
Aquell mateix any va començar la seva col·laboració com a model amb la marca "Nocturne", amb la qual ha realitzat diverses campanyes i ha aconseguit que la marca tingui un major reconeixement internacional, obrint sucursals als Estats Units, Londres i França. Aquest últim any també ha realitzat campanyes publicitàries amb marques com Signal i va començar la seva associació amb la marca Atasay Jewelry, sent-ne la imatge de la marca, realitzant diverses campanyes publicitàries i dissenyant una col·lecció de joies. Va aconseguir ser la primera artista turca a aparèixer a la façana del Burj Khalifa, l'edifici més alt del món, i també va aconseguir revalorar i internacionalitzar la marca, que va entrar al TOP10 de joieries del món.
El 2023 va deslumbrar tothom durant el festival de Cannes com l'ambaixadora de Magnum, trencant tots els rècords històrics de la marca (  ) i colant-se al top 5 de les 10 persones més comentades durant el festival de Cannes.
També ha estat la primera artista turca a signar un contracte amb l'exclusiva marca de perfums "Laverne", el anunci del qual s'emet a l'Aràbia Saudita, els Emirats Àrabs Units, Bahrain, Oman, Kuwait, Jordània, el Marroc, Líbia i Qatar, entre altres països àrabs.
Com a actriu, Hande Erçel protagonitzarà Bambaşka Biri ( ), el primer thriller psicodramàtic de Turquia, com la jove, determinada i ambiciosa fiscal Leyla que vol deixar enrere un passat complicat i establir un nou ordre investigant homicidis i fent justícia, juntament amb Burak Deniz com a Kenan, un ambiciós periodista amb doble personalitat que quedarà captivat per ella en el moment en què es coneixen durant la investigació d'un homicidi. Els seus camins es creuaran desencadenant les seves passions i la destrucció de les veritats que coneixien sobre les seves vides ()
Esperem que Hande Erçel aviat faci el seu debut a la seva primera pel·lícula de llargmetratge, Mest-i Aşk, una coproducció entre Iran i Turquia on encarnarà el paper protagonista juntament amb Shahab Hosseini, Parsa Pirouzfar, İbrahim Çelikkol, Selma Ergeç, Bensu Soral i Boran Kuzum. Aquesta filmografia va ser gravada durant l'any 2019 amb la finalitat d'estrenar-la l'any 2020, però la pandèmia va retardar-ne l'emissió. S'espera que s'estreni quan es resolguin les negociacions de les productores per a la seva emissió.

#### Amabassadora
Hande col·labora amb diverses associacions pels drets dels animals, els infants i les dones.
Especialment des del 2019 és voluntària de l'Associació Vida Lliure de Càncer (Kansersiz Yaşam Derneği), durant la pandèmia del 2020, va utilitzar el seu interès i passió per la pintura i va realitzar diverses obres per col·laborar amb l'associació, i durant els anys 2020, 2021 i 2022 va ser-ne l'ambaixadora públicament.

## Filmografia

### Televisió
| Any       | Títol                       | Personatge                 | Notes                                       | Canal       |
| --------- | --------------------------- | -------------------------- | ------------------------------------------- | ----------- |
| 2013      | Tatar Ramazan               | Ella Mateixa               | Actriu de repartiment 1 episodi (Capítol 3) | ATV         |
| 2014      | Çalıkuşu                    | Zahide                     | Actriu de repartiment                       | Kanal D     |
| 2014      | Çılgın Dersane Üniversitede | Meryem                     | Actriu de repartiment 5 episodis (1-5)      | Show TV     |
| 2014      | Hayat Ağacı                 | Selen Karahanlı            | Personatge Secundari 13 episodis (1-13)     | ATV         |
| 2015-2016 | Güneşin Kızları             | Selin Yılmaz               | Personatge Principal 39 episodis (1-39)     | Kanal D     |
| 2016-2017 | Aşk Laftan Anlamaz          | Hayat Uzun                 | Personatge Principal 31 episodis (1-31)     | Show TV     |
| 2017-2018 | Siyah İnci                  | Hazal Şulabı/Naz Demiroğlu | Personatge Principal 20 episodis (1-20)     | Star TV     |
| 2019      | Halka                       | Müjde Akay                 | Personatge Principal 19 episodis (1-19)     | TRT 1       |
| 2019      | Azize                       | Azize Günay/Melek Aydın    | Personatge Principal 6 episodis (1-6)       | Kanal D     |
| 2020-2021 | Sen Çal Kapımı              | Eda Yıldız                 | Personatge Principal 52 episodis (1-52)     | FOX Turquia |
| 2023      | Bambaşka Biri               | Leyla Gediz                | Personatge Principal                        | FOX Turquia |

### Cinema
| Any  | Títol      | Personatge  | Nota           |
| ---- | ---------- | ----------- | -------------- |
| 2021 | Mest-i Aşk | Kimya Hatun | Post-Producció |

### Videoclips Musical
| Any  | Cantant                 | Cançó           | Nota              |
| ---- | ----------------------- | --------------- | ----------------- |
| 2020 | Junto al bull la pelufa | Canın Sağ Olsun | amb Rıza Kocaoğlu |

### Anuncis publicitaris
| Anuncis | Anuncis                 | Anuncis     |
| Any     | Marca                   | Notas       |
| ------- | ----------------------- | ----------- |
| 2016    | L'Oréal Paris           | Embaixadora |
| 2017    | Defacto                 | Embaixadora |
| 2020    | Nocturne                | Embaixadora |
| 2021    | Signal                  | Embaixadora |
| 2021    | Kansersiz Yaşam Derneği | Embaixadora |
| 2021    | Nocturne                | Embaixadora |
| 2021    | Atasay Jewelry          | Embaixadora |
| 2023    | Magnum Cannes 2023      | Embaixadora |

## Canvis Físics
Al llarg de la seva vida, Hande ha hagut de fer front a diverses circumstàncies personals i professionals (males experiències, l'acomiadament brutal i continu d'assetjament, odi, difamació i assetjament que rep, el tractament al qual es va sotmetre per donar medul·la òssia a la seva mare que va tenir com a efecte secundari la inflor especialment de la seva cara durant i un temps després del procés, la malaltia i mort de la seva mare, la malaltia de la seva estimada neboda Mavi, la mort del seu avi, etc.) i com l'ha afectat mentalment i físicament (Hande ha deixat clar en diverses ocasions com ha guanyat o perdut molt pes quan alguna cosa l'ha afectat molt emocionalment i com, quan es recupera una mica, intenta mantenir-se saludable i seguir endavant, i que, tot i que ella segueix alguns tractaments de bellesa no invasius i no s'ha sotmès a cirurgies estètiques invasives, totes les persones haurien de ser lliures de fer i fer-se el que cadascú vulgui i el que li faci sentir-se millor sense ser jutjat), Hande Erçel brillant i volant alt per si mateixa, i recordant a tothom amb el seu propi exemple que l'important és mantenir l'essència, desenvolupar-se, seguir endavant, assumir riscos, caure però sempre aixecar-se, ser resilient, lliure, treballar dur, ajudar, respectar, i gaudir, agrair i valorar tot.
Hande és extraordinàriament bella en tots els sentits, llum, inspiració i orgull per si mateixa per a les més i més persones al voltant del món que tenen el privilegi de conèixer-la, estimar-la, admirar-la, recolzar-la i respectar-la per ella mateixa, la seva ànima i els seus projectes.